# Kuzmice (Košice)
Kuzmice (em húngaro: Kozma) é um município da Eslováquia, situado no distrito de Trebišov, na região de Košice. Tem 13,54 km² de área e sua população em 2018 foi estimada em 1.709 habitantes.

## Demografia
| Ano:        | 1994 | 2004    | 2014   | 2024   |
| ----------- | ---- | ------- | ------ | ------ |
| Broj ljudi: | 1404 | 1651    | 1710   | 1744   |
| Razlika:    |      | +17,59% | +3,57% | +1,98% |

| Ano:               | 2023 | 2024   |
| ------------------ | ---- | ------ |
| Número de pessoas: | 1732 | 1744   |
| Diferença:         |      | +0,69% |